# Actaea racemosa
Pour les articles homonymes, voir Actée.
Espèce
Actaea racemosa (Cimicifuga racemosa ou actée à grappe)  est une espèce d'Actaea du genre botanique de la famille des Ranunculaceae. Elle est également rangée selon certains botanistes dans le genre Cimicifuga. C'est l’espèce américaine le plus souvent cultivée d'Actaea.

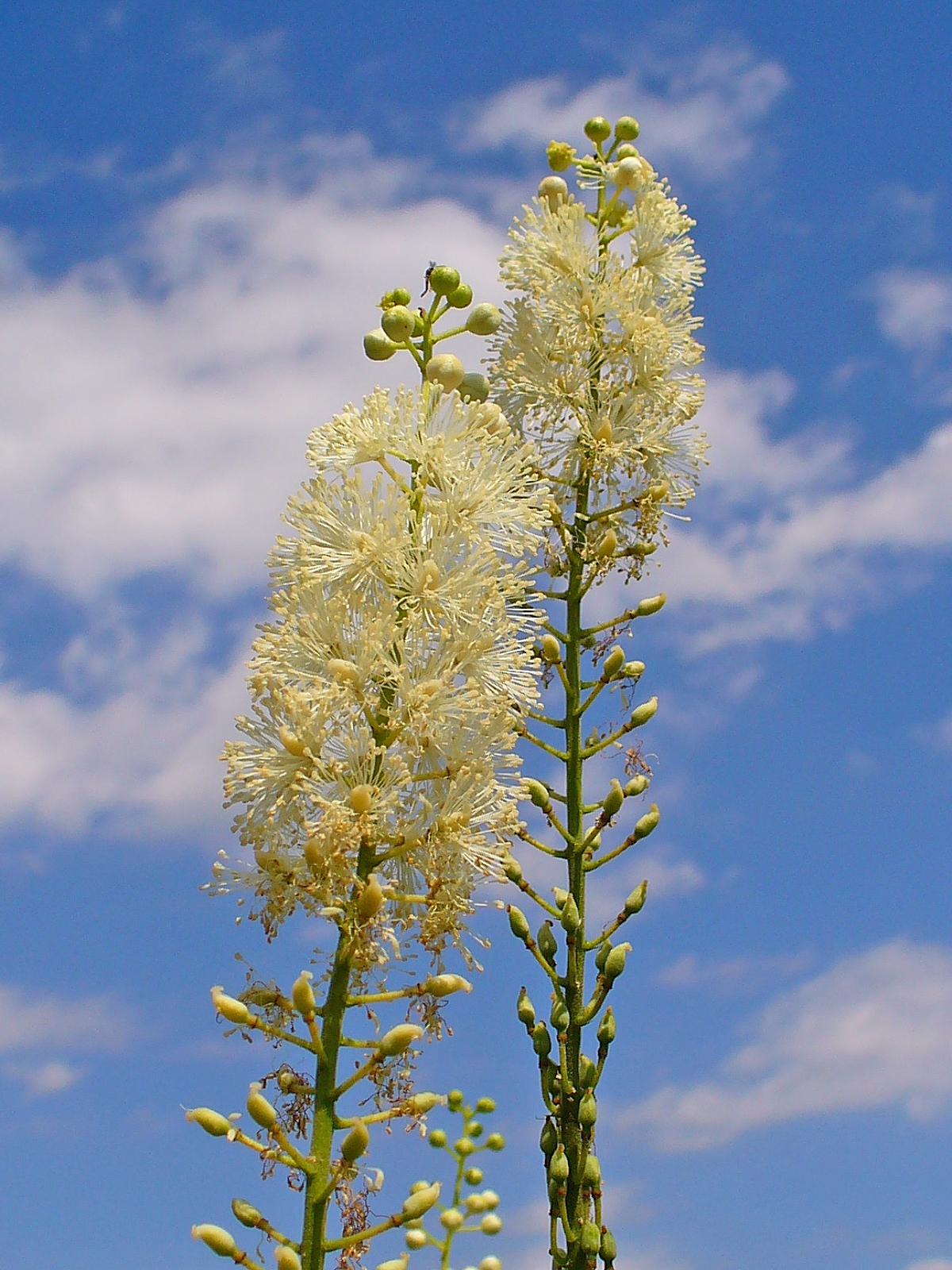
La plante en fleur

## Distribution
Cette espèce pousse dans les plaines de l’est de l’Amérique du Nord.

## Description
Cette espèce, qui fleurit en juillet, a des feuilles bi- ou triternées.
Son inflorescence odorante de couleur blanche, peu ramifiée et légèrement penchée atteint 2 m de haut.
Cette espèce, qui supporte le mieux la sécheresse estivale, était utilisée par les Amérindiens pour faciliter les accouchements et combattre la dysménorrhée. Elle est actuellement incluse dans diverses préparations utilisées pour combattre les symptômes de la ménopause.

## Phytothérapie

### Indications

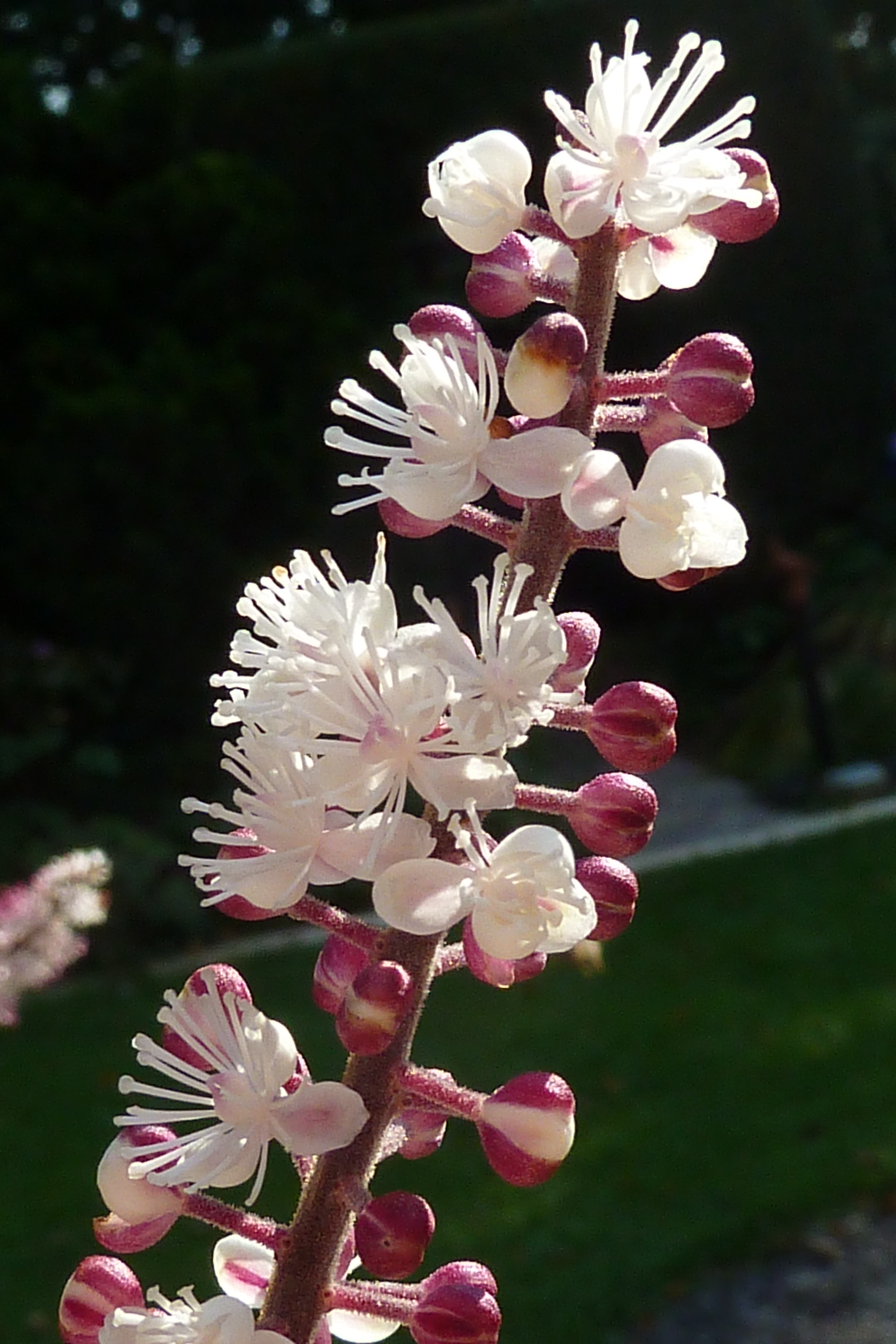

Sa racine contient des glucosides triterpéniques: actéine, cimicifucoside, et autres, mais pas l'isoflavone formononétine,. L'extrait total est considéré comme la substance pharmacologiquement active.
L’actée à grappes a été étudié cliniquement de multiples fois. Auparavant, on disait que le médicament avait des propriétés semblables à celles des œstrogènes (SERM = modulateurs sélectifs des récepteurs des œstrogènes). Cependant, la phytohormone formononétine n'a pu être détectée que dans les extraits méthanoliques et est absente dans les extraits éthanoliques ou isopropanoliques. Aujourd'hui, un mécanisme d'action de type œstrogène peut être exclu,. Une activité nerveuse centrale a été suspectée dès 2003, ce qui a été confirmé depuis par les données cliniques et précliniques,.
Utilisation bien établie en gynécologie:
- Symptômes neurovégétatifs climatériques (symptômes de la ménopause tels que bouffées de chaleur, sueurs et troubles du sommeil associés) durant la ménopause[2]; selon Cochrane en 2012, il n'est pas possible de déterminer l'efficacité de l'actée à grappes dans le traitement des effets indésirables de la ménopause, les 16 études analysées ont été critiquées comme insuffisantes[11]. Pour cette revue Cochrane, des préparations de qualités les plus variées, c'est-à-dire des médicaments testés, des produits sans autorisation de mise sur le marché ainsi que des compléments alimentaires et leur utilisation dans diverses indications, ont été incluses et comparées entre elles. En outre, des études avec des préparations d'espèces d'actée à grappes noires qui n'étaient pas clairement identifiées ont également été prises en compte, tandis que dans le même temps certaines études publiées jusqu'alors n'étaient pas du tout prises en compte ou étaient apparemment exclues de la considération sans justification[12]. Des méta-analyses complètes confirment l'efficacité des médicaments contenant du Cimicifuga pour les symptômes de la ménopause [12], en particulier lorsqu'ils contiennent un extrait isopropanolique[13]. Une revue de 2013, qui a pris en compte toutes les publications complètes de 2000 à 2012, a différencié pour la première fois les préparations Cimicifuga selon le type d'extrait, le statut qualitatif et l'indication. Selon cela, seuls les médicaments standardisés, testés et approuvés présentent des preuves (phytothérapie rationnelle) et donc un profil bénéfice-risque positif[14]. Des études plus récentes avec un extrait éthanolique montrent également des effets positifs sur les conséquences à moyen et long terme de la ménopause comme la prise de poids et les troubles métaboliques[15],[16]. Les médicaments contenant un extrait isopropanolique de Cimicifuga conviennent également aux patientes qui souffrent de symptômes ménopausiques après un traitement contre le cancer du sein, si elles en discutent avec leur médecin[17],[2]. La survie sans rechute n'est pas altérée par cela, mais plutôt favorisée[18].

Utilisation traditionnelle en gynécologie:
- utilisation traditionnelle dans syndromes prémenstruels (avec douleurs mammaires et lourdeur pelvienne)
- utilisation traditionnelle dans syndromes intermenstruels (saignements),
- utilisation traditionnelle dans troubles des règles (abondantes et irrégulières),
- utilisation traditionnelle dans régulation des contractions en fin de grossesse[19] ;

Utilisation traditionnelle en traumatologie :
- torticolis,
- douleurs rhumatismales au dos et aux cervicales en position debout, névralgie,
- tendinite du tendon d'Achille,
- sciatique, particulièrement du côté gauche; douleurs irradiant du dos jusque dans les jambes,
- muscles douloureux après un exercice intensif ;

Utilisation traditionnelle autre
- insomnie et trouble de comportement, dépression, claustrophobie.

### Associations
- Caulophyllum thalictroides
- Gelsemium sempervirens
- Lachnantes tinctoria

### Effets indésirables
L'emploi de l'actée à grappes a été associé en 2003 à des effets indésirables graves sur la fonction hépatique. Celles-ci sont si rares que la fréquence ne peut être estimée à partir des données disponibles. Les médicaments contenant du Cimicifuga font l'objet d'une mise en garde correspondante depuis le 1er septembre 2009, selon laquelle le médicament doit être arrêté si les valeurs hépatiques (transaminases) augmentent. Un lien de causalité est mis en doute,,. Le tableau clinique ressemble à une hépatite auto-immune avec nécrose des cellules hépatiques centrolobulaires, qui peut être traitée par des corticoïdes.
Contrairement aux comprimés de soja, les médicaments contenant du Cimicifuga n'affectent pas l'endomètre,,.